# Annet Nakawunde Mulindwa
Annet Nakawunde Mulindwa (nhũ danh Annet Nakawunde, là một nữ doanh nhân và là giám đốc điều hành công ty người Uganda, nền kinh tế lớn thứ ba trong cộng đồng Đông Phi. Bà là giám đốc quản lý và giám đốc điều hành (CEO) của Finance Trust Bank, một nhà cung cấp dịch vụ tài chính với tài sản có giá trị khoảng 41,5 triệu đô la Mỹ, kể từ ngày 30 tháng 9 năm 2014.

## Nền tảng và giáo dục
Bà sinh ra ở miền Trung Uganda vào khoảng những năm 1960. Bà học tại các trường tiểu học và trung học địa phương trước khi vào Đại học Makerere, trường đại học công lập lâu đời nhất và lớn nhất trong cả nước. Bà tốt nghiệp từ Makerere với bằng Cử nhân Nghệ thuật. Sau đó, bà nhận được bằng tốt nghiệp sau đại học về quản lý tài chính từ Viện Quản lý Uganda (UMI) ở Kampala. Tuy nhiên sau đó, bà nhận được bằng Thạc sĩ quản trị kinh doanh về tài chính, cũng từ UMI.

## Sự nghiệp
Đầu những năm 1990, Mulindwa bắt đầu làm việc tại Pride Microfinance Limited và sau đó chuyển đến Nile Bank Limited, trước khi gia nhập Ngân hàng Tài chính Trust. Tại Finance Trust, bà đã làm việc trong các năng lực khác nhau, bao gồm: (a) hoạt động và người quản lý tuân thủ và (b) người đứng đầu hoạt động. Theo thời gian, bà đã được công nhận về kỹ năng lãnh đạo của mình và được đào tạo thêm về lãnh đạo, quản lý và giải quyết vấn đề. [3] Ngày 3 tháng 4 năm 2012, bà được bổ nhiệm làm giám đốc điều hành và giám đốc điều hành của những gì còn được gọi là Uganda Finance Trust, một tổ chức tài chính vi mô. Khi Ngân hàng Uganda cấp cho Quỹ Tín dụng tài chính một giấy phép ngân hàng thương mại đầy đủ, Mulindwa trở thành người phụ nữ thứ hai trong lịch sử ngân hàng của đất nước vươn lên tới vị trí CEO tại một ngân hàng thương mại ở Uganda, sau Edigold Monday. Ngân hàng thương mại mới này ra mắt chính thức vào tháng 1 năm 2014.